# Ростовцев, Фёдор Иванович
Фёдор Иванович Ростовцев (1878—1933) — генерал-майор, герой Первой мировой войны, участник Белого движения.

## Биография
Из потомственных дворян Киевской губернии. Сын попечителя Оренбургского учебного округа, действительного тайного советника Ивана Яковлевича Ростовцева и жены его Марии Ивановны Монаховой.
Окончил Оренбургский Неплюевский кадетский корпус (1896) и Михайловское артиллерийское училище (1898), откуда выпущен был подпоручиком в 5-ю артиллерийскую бригаду. Произведен в поручики 19 августа 1901 года.
В 1904 году окончил Николаевскую академию Генерального штаба по 1-му разряду и 31 мая того же года был произведен в штабс-капитаны «за отличные успехи в науках». Участвовал в русско-японской войне, за боевые отличия был награжден тремя орденами.
4 июня 1905 года переведен в Генеральный штаб с назначением старшим адъютантом штаба 6-й Восточно-Сибирской стрелковой дивизии. Произведен в капитаны 2 апреля 1906 года. Состоял обер-офицером для особых поручений при штабе 7-го армейского корпуса (1906), начальником строевого отделения штаба Очаковской крепости (1906—1907), старшим адъютантом штаба 44-й пехотной (1907—1908) и 5-й пехотной (1908—1912) дивизий. Составил фундаментальный обзор «4-я Донская казачья дивизия в Русско-японскую войну» (Киев, 1910). 7 октября 1912 года назначен исправляющим должность штаб-офицера для поручений при штабе Киевского военного округа, а 6 декабря того же года произведен в подполковники с утверждением в должности. Произведен в полковники 6 декабря 1913 года.
С началом Первой мировой войны, 14 сентября 1914 года назначен и. д. начальника штаба 60-й пехотной дивизии. Пожалован Георгиевским оружием
За то, что в боях за Козий Хребет произвел рекогносцировку перед позицией авангарда под сильным огнем противника, указав как расположить части, и во все время боя был деятельным помощником начальника дивизии.
14 мая 1915 года назначен штаб-офицером для поручений при командующем 11-й армией. 20 марта 1916 года назначен командиром 136-го пехотного Таганрогского полка, а 12 мая 1917 года — начальником штаба 7-го армейского корпуса. Произведен в генерал-майоры 15 июня 1917 года «за отличия в делах против неприятеля». Приказом по 11-й армии от 25 сентября 1917 года награждён орденом Св. Георгия 4-й степени.
В Гражданскую войну участвовал в Белом движении в составе Вооруженных сил Юга России. С 1 октября 1919 года состоял в резерве чинов при штабе Главнокомандующего.
В эмиграции во Франции. В течение 12 лет преподавал историю в лицеях Бюффон и Генриха IV, а также в Русской гимназии в Париже. В 1931 году — член учебного комитета Высших военно-научных курсов в Париже и помощник генерала Головина по издательской части. Входил в правление Союза русских офицеров-участников войны, где занимался организацией лекционной и дискуссионной работы. Также был членом Союза галлиполийцев. В 1930—1933 годах проводил бесплатные занятия по русской истории и географии. Сотрудничал в журнале «Часовой» и еженедельнике «Борьба за Россию» (1920-е).
Умер в 1933 году в Париже. Похоронен там же. Был женат на Ольге Николаевне Лишиной (1882—1934), дочери архитектора Н. А. Лишина. В Первую мировую и Гражданскую войну она была сестрой милосердия, после смерти мужа покончила жизнь самоубийством.

## Награды
- Орден Святого Станислава 3-й ст. (1903)
- Орден Святой Анны 4-й ст. с надписью «за храбрость» (ВП 18.06.1906)
- Орден Святого Станислава 2-й ст. с мечами (1907)
- Орден Святой Анны 3-й ст. с мечами и бантом (1907)
- Орден Святой Анны 2-й ст. (ВП 10.05.1912)
- Орден Святого Владимира 4-й ст. с мечами и бантом (ВП 13.01.1915)
- мечи и бант к ордену Св. Станислава 3-й ст. (ВП 25.02.1915)
- Георгиевское оружие (ВП 9.03.1915)
- мечи к ордену Св. Анны 2-й ст. (ВП 11.10.1915)
- Орден Святого Владимира 3-й ст. с мечами (ВП 14.10.1915)
- Высочайшее благоволение «за отлично-усердную службу и труды, понесенные во время военных действий» (ВП 14.06.1916)
- Орден Святого Георгия 4-й ст. (Приказ по 11-й армии от 25 сентября 1917 года, № 676)
- старшинство в чине полковника с 6 декабря 1912 года (ВП 24.11.1916)
- старшинство в чине полковника с 6 февраля 1911 года (ПАФ 30.07.1917)